# Mirówek
Mirówek – wieś w Polsce położona w województwie mazowieckim, w powiecie szydłowieckim, w gminie Mirów.
W latach 1975–1998 miejscowość administracyjnie należała do województwa radomskiego.
Wierni Kościoła rzymskokatolickiego należą do parafii Matki Boskiej Częstochowskiej w Mirowie Starym.